# 자메이카 증권거래소
자메이카 증권거래소(영어: Jamaica Stock Exchange)는 자메이카 킹스턴에 소재한 증권거래소이다. 1968년에 설립되었다.